# Ectropothecium neoperrevolutum
Ectropothecium neoperrevolutum là một loài Rêu trong họ Hypnaceae. Loài này được Suleiman, H. Akiy. & B.C. Tan mô tả khoa học đầu tiên năm 2006.